# يوكي ريتشارد ستامب
يوكي ريتشارد ستامب (باليابانية: シュタルフ 悠紀リヒャルト) (مواليد 4 أغسطس 1984)، هو لاعب كرة قدم ياباني معتزل.

## وصلات خارجية
- يوكي ريتشارد ستامب على موقع Soccerway.com (الإنجليزية)
- يوكي ريتشارد ستامب على موقع عالم كرة القدم.نت (الإنجليزية)